# Tom Gores
Tom Gores (nascido Tewfiq Georgious, Arabic: توفيق جورجيوس‎; 31 de julho de 1964) é um empresário e investidor americano. Ele é o fundador da Platinum Equity, uma empresa de private equity com sede em Beverly Hills, Califórnia. Em 1 de junho de 2011, Gores e Platinum Equity tornaram-se os proprietários do Detroit Pistons da National Basketball Association. Mais tarde, ele se tornaria o único proprietário da equipe em 2015. Gores também é um bilionário com um patrimônio líquido atual estimado em US $ 5,7 bilhões, de acordo com a lista da Forbes 400 de 2020.

## Infância e educação
Gores nasceu em Nazaré, Israel, em 31 de julho de 1964. Ele era o quinto de seis filhos em uma família católica praticante, com pai de descendência grega e mãe de descendência libanesa. Quando ele tinha cerca de cinco anos de idade, ele e sua família deixaram Nazaré e se estabeleceram em Genesee, Michigan, localizado a 10 milhas a nordeste de Flint.  Seu primeiro emprego envolveu estocar prateleiras na mercearia de seu tio em Genesee. Quando era estudante na Genesee High School, Gores jogava como Defensive back no futebol americano, como Middle infielder no beisebol e como armador no basquete.
Após o colegial, ele estudou na Universidade Estadual de Michigan, onde trabalhou como zelador e operador de telemarketing para sobreviver.

## Carreira

### Início de carreira e Platinum Equity
Após a universidade, Gores teve um breve período na Continental Telephone antes de ajudar a fundar uma empresa de software de logística. Em 1989, Tom e sua esposa dirigiram de Michigan a Los Angeles em um Cadillac para dirigir as operações da empresa na Costa Oeste. Em 1995, Gores fundou a Platinum Equity em sua casa em Sherman Oaks. No início, Gores ligou para as empresas para ver se havia alguma divisão que pretendia descarregar. Ele encontrou seu primeiro projeto na Litigation Services, uma empresa não lucrativa que criava recriações de acidentes geradas por computador para evidências e testemunhos em tribunais. Ele a adquiriu por $ 200.000, reorganizou parte da estrutura corporativa e a retornou à lucratividade em seis meses. Entre 1996 e 2001, Gores liderou 32 aquisições, incluindo as da Pilot Software, Racal e Williams Communications. No ano seguinte, o portfólio da Platinum Equity incluía unidades da Motorola, Fujitsu e Alcatel.
Gores foi listado pela primeira vez na lista da Forbes dos americanos mais ricos em 2002. Em 2006, ele liderou um acordo para adquirir a PNA Steel, finalmente vendendo-a para a Reliance Steel & Aluminium Co. em 2008, com um lucro líquido de US $ 512 milhões. Em maio de 2009, Gores comprou o The San Diego Union-Tribune por cerca de US $ 30 milhões (o jornal foi vendido em 2011 por US $ 110 milhões). Em 2009, Gores havia facilitado mais de 100 negócios por meio do Platinum Equity.

### Aquisição do Detroit Pistons
Gores foi um dos principais candidatos a se tornar o proprietário do Detroit Pistons da NBA após a morte de seu antigo proprietário, Bill Davidson, em 2009. Em outubro de 2010, foi relatado que o então proprietário do Detroit Red Wings e do Detroit Tigers, Mike Ilitch, compraria a franquia de Detroit da NBA. Mas, depois que o período de negociação exclusiva de 30 dias de Ilitch com a viúva de Davidson terminou, Gores mostrou renovou seu interesse. Ele garantiu um período de negociação exclusiva em janeiro de 2011 e era provável que se tornasse o próximo proprietário dos Pistons.
Em 1 de junho de 2011, Gores e Platinum Equity compraram a Palace Sports and Entertainment (PS&E) (a empresa-mãe dos Pistons e sua antiga arena, The Palace of Auburn Hills), tornando-se o terceiro proprietário na história de 70 anos da franquia. O preço de compra de US $ 325 milhões foi referido como uma "pechincha chocante" pela Crain's Detroit Business, embora, em janeiro de 2011, a Forbes o tivesse avaliado em apenas US $ 35 milhões a mais do que o preço de sua compra final. No início de sua gestão como proprietário, Gores aprovou US $ 10 milhões em reformas do Palace of Auburn Hills. Ele também instituiu programas como "Assentos para Soldados" - que oferece ingressos grátis para militares dos EUA e suas famílias -  e o "Come Together" - um programa que celebra o serviço comunitário, liderança e voluntariado em Michigan.
Em setembro de 2015, Gores comprou a participação da Platinum Equity nos Pistons para se tornar o único proprietário da franquia. Anteriormente, ele detinha uma participação de 51%, enquanto a Platinum detinha 49%. Gores desempenhou um papel fundamental no apoio ao Detroit Pistons e é conhecido por sua conexão pessoal com os jogadores. Mais recentemente, ele hospedou a equipe na sede da Platinum Equity para motivar e “transmitir suas experiências na vida e nos negócios”.

### Expansão da MLS, trabalho adicional com os Pistons e outras negociações comerciais
Em abril de 2016, Gores e o proprietário do Cleveland Cavaliers, Dan Gilbert, anunciaram sua intenção de trazer uma franquia da Major League Soccer para Detroit, embora esse negócio esteja atualmente no limbo já que a MLS considera várias opções de expansão.
Mais tarde, em 2016, Gores chegou a um acordo com os Ilitches (proprietários da Olympia Entertainment, do Detroit Red Wings e do Detroit Tigers) para permitir que os Pistons compartilhassem a nova Little Caesars Arena no centro de Detroit com os Red Wings. O acordo entrou em vigor no início da temporada de 2017-18 e marcou a primeira vez que os Pistons jogaram regularmente na cidade de Detroit desde 1978. Gores e os Ilitches firmaram outra joint venture com seus negócios (PS&E e Olympia Entertainment) chamada "313 Presents". A nova programação de negócios mostra e trata da produção, marketing e mídia para os seis locais da área de Detroit pertencentes às duas empresas.
Em fevereiro de 2018, os Pistons foram avaliados em US $ 1,1 bilhão, um ganho de US $ 775 milhões desde a compra de Gores em 2011. Em junho de 2018, Gores contratou o ex-técnico do Toronto Raptors, Dwane Casey. Fora dos esportes, ele também adquiriu várias propriedades principalmente na área de Los Angeles, incluindo a 301 North Carolwood Drive em Holmby Hills.

## Filantropia
Gores apoia várias organizações filantrópicas e de caridade. Ele serviu no conselho de curadores do Museu de Arte do Condado de Los Angeles (LACMA) até outubro de 2020 e também foi membro do conselho de diretores do Hospital St. Joseph's e do UCLA Medical Center. Gores e sua família ajudam a apoiar o Children's Hospital Los Angeles e, em particular, a Divisão de Imunologia Clínica e Alergia. Em 2016, Gores e sua esposa Holly doaram US $ 5 milhões ao hospital para estabelecer o Centro de Alergia da Família Gores, que ajuda a fornecer cuidados abrangentes e pesquisas em estudos de alergia.
Em 2016, Gores lançou a FlintNOW, uma organização projetada para arrecadar até US $ 10 milhões para fornecer socorro aos residentes de Flint, Michigan, afetados pela crise de água na cidade. Desde 2009, Gores doou brinquedos para crianças em Detroit e Flint por meio do programa Toys for Tots. Outras organizações da área de Detroit às quais Gores deu apoio substancial incluem a Jalen Rose Leadership Academy e a SAY Detroit. Na conclusão da temporada da NBA de 2018-19, ele fez uma doação de $ 255.000 para a SAY Detroit, que foi o resultado de uma promessa feita durante o radiothon anual de Gores de doar $ 5.000 para cada vitória dos Pistons durante a temporada regular e um bônus de $ 50.000 por ir para os playoffs.

## Vida pessoal
Gores mora em Beverly Hills, Califórnia com sua esposa Holly e três filhos. Ele também tem um condomínio em Birmingham, Michigan.